# Schwarzhäupter
Die Schwarzhäupter (bisweilen auch Schwarzenhäupter) waren Vereinigungen zumeist (nord)deutscher Kaufleute in den baltischen Städten Riga, Reval, Pernau und Dorpat, die ab etwa 1400 den Patriziergesellschaften der Städte des Heiligen Römischen Reichs nachgebildet wurden. 

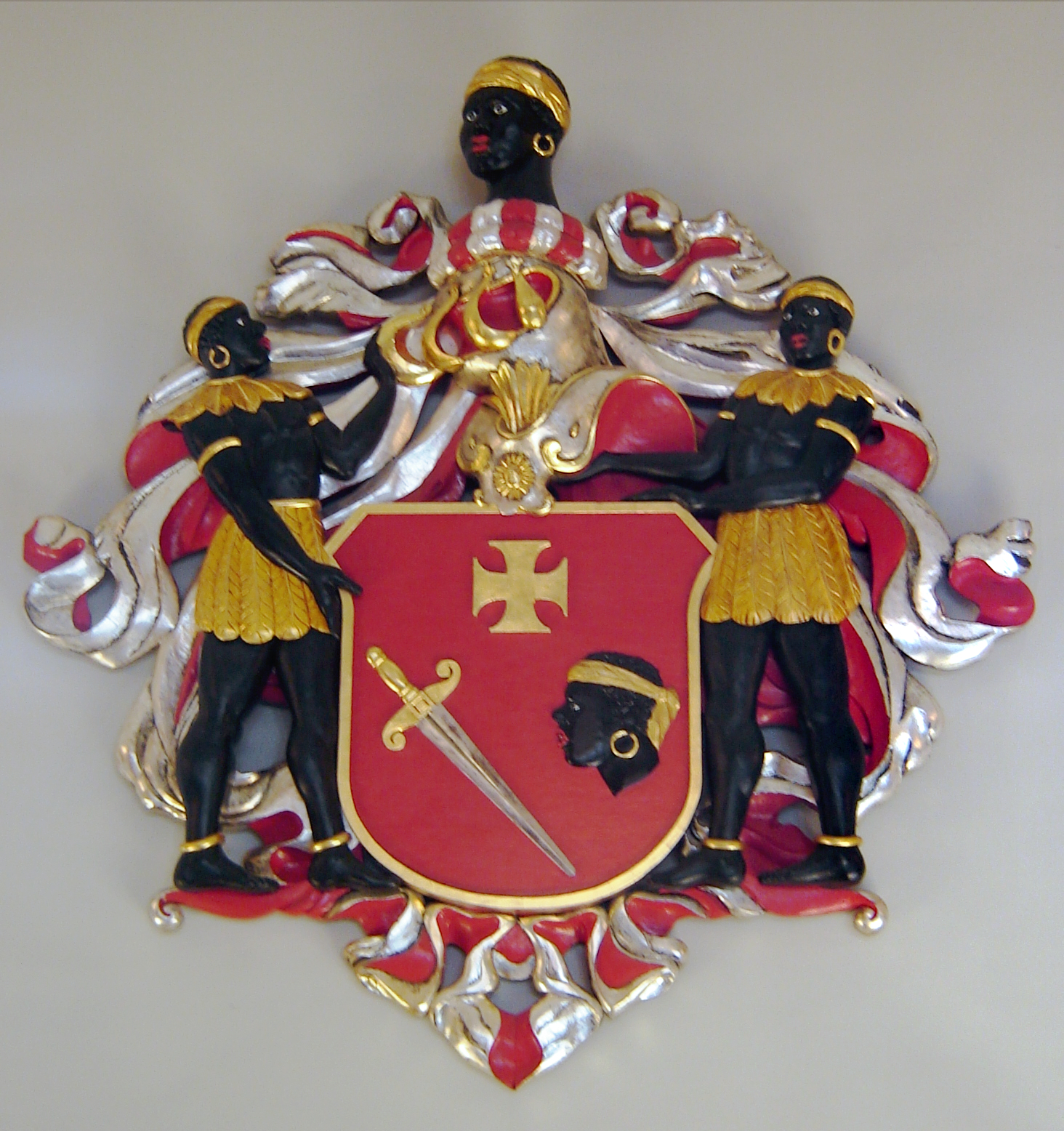
Schwarzhäupterwappen im Rigaer Schwarzhäupterhaus

## Ursprung
Die Schwarzhäupter sind 1399 aus den zuvor bestehenden lokalen St.-Georgs-Bruderschaften hervorgegangen. Anfangs war daher der Heilige Georg (Beschützer der Ritter und Krieger) der Schutzpatron dieses Bundes. Später nahm diese Rolle der Heilige Mauritius ein, dessen Symbol, der Mohrenkopf, in das Wappen der Schwarzhäupter eingegangen ist. Gleichwohl ist nicht eindeutig belegt, dass der Letztere auch der Namensgeber der Schwarzhäupter war. Andere deuten diesen Namen als Gegenpart zu den „grauen“ oder „weißen Häuptern“ der älteren Mitglieder in den Großen Gilden, wieder andere als Hinweis auf die Farbe der in mittelalterlichen Kämpfen getragenen schwarzen Sturmhaube, da die Schwarzhäupter auch zur Verteidigung ihrer Städte antraten.
Heute bestehen nur noch die Gesellschaften aus Riga und Reval. Trotz zeitgleicher Gründung und gleichen Satzungen war es später zu einer Auseinanderentwicklung gekommen, die in unterschiedliche Bezeichnungen – noch heute verwendet – mündete:
- Die Gesellschaft in Riga hieß Compagnie der Schwarzen Häupter;
- die Gesellschaft in Reval (heute Tallinn) nannte sich Bruderschaft der Schwarzhäupter.

Weitere Schwarzhäupterbruderschaften entstanden in Narwa, Wolmar und Dorpat. Neben den baltischen Bruderschaften ist auch eine Schwarzhäupterbruderschaft aus Stralsund bekannt. Darüber hinaus gibt es Vermutungen, dass auch Schwarzhäupterbruderschaften in Wismar und Nowgorod existierten.

## Gemeinsame Merkmale
Die Schwarzhäupter waren eine Vereinigung von Kaufmannsgesellen, wie es sie vergleichbar auch in anderen Hansestädten des Ostseeraums gegeben hat. Bedingung für die Mitgliedschaft war, dass der Geselle unverheiratet sein musste. Der Zusammenschluss diente vor allem geselligen Zwecken, hatte aber auch politische Funktion, beispielsweise traten die Schwarzhäupter gemeinsam zur Verteidigung der Stadt an. Sobald sie verheiratet waren, traten die Kaufleute der Großen Gilde bei.
In den baltischen Ländern ist von jeher der Sinn für gemeinschaftsbedingte Lebensformen stark gewesen. Man schloss sich in der Hausgemeinschaft und in Kaufmannsgesellschaften zusammen. Seit dem 13. Jahrhundert waren die Bürger in Brüderschaften vereint. Die große Mariengilde ist in Riga zuerst 1354, in Reval 1363, in Dorpater 1387 nachgewiesen. Daneben entstanden kurz darauf die Bruderschaften der Schwarzhäupter. Das Brauchtum war fest und reich entwickelt: Aufnahmebräuche, Abschiedstrunk, Vertragssitten, Pfennig- und Haupttrünke, Fastnachtsmasken (schodüwel), Stechen, Ringelrennen, Austanz (tänzerische Umzüge), Baumaustragen, Maigrafenbräuche, Schützengesellschaften (seit 1354), Glücks- und Geschicklichkeitsspiele.
Die Bürgerschaft war in den beiden Gilden organisiert: der Großen oder Mariengilde, in der sich die Kaufleute zusammengeschlossen hatten und der Kleinen oder Antonigilde, die die Handwerker umfasste. Als „dritte Kraft“ kam nun die unregelmäßig zusammentretende Gilde der unverheirateten Kaufgesellen hinzu, eben die Schwarzhäupter. An der Spitze der Gilden stand der worthabende Ältermann, der Versammlungen leitete und die Gilde nach außen repräsentierte. Ihm folgten eine auf Lebenszeit gewählte Führungsgruppe von vier Ältermännern, ein bevorrechtigtes Seniorengremium, das die Disziplinargerechtigkeit über die Gildemitglieder hatte (Ältestenbank), und die Gruppe der einfachen Mitglieder. Die Schwarzhäupter waren ebenso gegliedert; sogar die Titel ihrer Vertreter lauteten gleich.
Einheimische Kaufleute wurden von den Schwarzhäuptern nicht aufgenommen; diese schlossen sich in ihrer eigenen Gilde zusammen.
Als Versammlungsort der Schwarzhäupter dienten zunächst die Artushöfe ihrer Vorläufer, der St.-Georgs-Bruderschaften, später dann die Schwarzhäupterhäuser.

## Riga

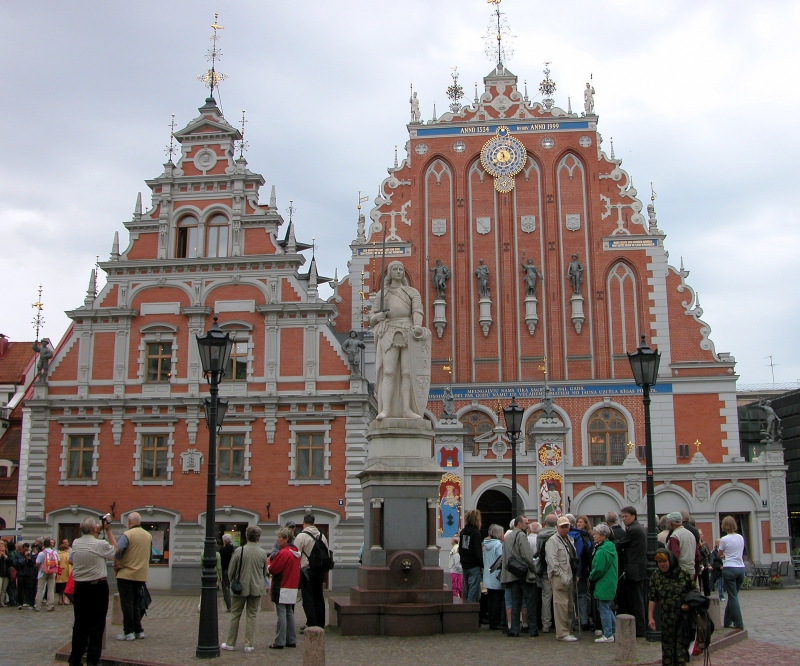
Der Roland vor dem Schwarzhäupterhaus in Riga

Riga war 1201 vom Bremer Bischof Albert von Buxthoeven gegründet worden, die Stadt wurde nach dem Vorbild Bremens angelegt. Daher gibt es bis heute frappierende Ähnlichkeiten und Jahrhunderte alte gemeinsame Traditionen zwischen beiden Städten. Der Roland vor dem Schwarzhäupterhaus ist dafür ein augenfälliges Symbol.
Während des Mittelalters war Riga ein mächtiger Seehafen, die größte Stadt im schwedischen Königreich; während des 17. Jahrhunderts der führende Hafen für das russische Reich; im 18. und 19. Jahrhundert Hauptzentrum für den Handel in der gesamten Region. Dieser Status war schon früh durch die mittelalterliche Mitgliedschaft in der Hanse erreicht und gefestigt worden, die man nicht so sehr als einen Bund von Städten empfand, sondern als einen Bund von Kaufmannsvereinigungen innerhalb der Städte von Norddeutschland und des Baltikums.
Seit 1447 hatten die Schwarzhäupter den Paradesaal des Obergeschosses im Neuen Haus der Großen Gilde vom Rat der Stadt angemietet. Hier fanden regelmäßig Veranstaltungen statt, die als „Umtrunke“ deklariert waren, und zwar, wie es dokumentiert ist, „während der Schützenfeste, zu Fastnacht und an anderen Tagen“. An jedem Umtrunk nahmen bis zu 300 Junggesellen teil; die noch heute erhaltenen Teilnehmerlisten für die Jahre 1480 bis 1573 umfassen etwa 2000 Seiten.
Darüber hinaus spielten die Schwarzhäupter damals eine große Rolle in der Kulturszene. Sie organisierten in Riga Ritterspiele, Faschingsbälle, Stadtfeste, spendeten den Kirchen Bilder und der Stadt Kanonen für den Park. Die fremden Kaufleute schufen sich damit in der Ferne Heimat und Einfluss. Denn Geld hatten die Schwarzhäupter, die ja noch unverheiratet sein mussten, genug.
Die Compagnie der Schwarzen Häupter bot jungen, unverheirateten ausländischen Kaufleuten auch Unterkünfte. Zu besichtigen sind die Säle und auch das Brautgemach für frisch verheiratete Gildemitglieder im originalgetreu wiederaufgebauten Schwarzhäupterhaus.
Im 20. Jahrhundert wurden infolge des Hitler-Stalin-Paktes die Deutschbalten 1939 zwangsausgesiedelt und die Compagnie aus dem Vereinsregister gestrichen. Teile der Schätze durften mitgenommen werden. 1960 gründete sich die Companie als Compagnie der Schwarzen Häupter aus Riga e. V. zunächst in Hamburg neu, 1980 zog sie nach Bremen. Noch heute hält sie sich streng an die alten Statuten (Satzung der Compagnie von 1416) und bewahrt unter anderem ihren legendären Silberschatz.
Einmal im Jahr werden die Prunkstücke aus der Vitrine geholt. Im Herbst findet das Brüdermahl der 20 verbliebenen Schwarzhäupter statt. Dafür kommt der Rigische Willkomm von 1616 auf den Tisch, ein reich geschmückter silberner Riesenhumpen, ebenso das 74 cm hohe Sankt-Georgs-Reliquiar von 1507 und die Prunkkanne in Gestalt des Heiligen Mauritius auf einem Hippokampus von 1665, dessen schwarzes Haupt auf allen Schatzstücken der Compagnie prangt. Seit 1987 befindet sich der Schatz aus 34 Einzelstücken außerhalb dieser jährlichen Veranstaltung als Dauerleihgabe im Roselius-Haus in der Böttcherstraße in Bremen.
„Pflege und Förderung alter Traditionen“ verlangt die Satzung von den inzwischen weit versprengten und alt gewordenen Mitgliedern. Heute beschränkt sich das in erster Linie auf das jährliche Mahl, bei dem nur höchst selten neue Mitglieder aufgenommen werden.

## Reval / Tallinn

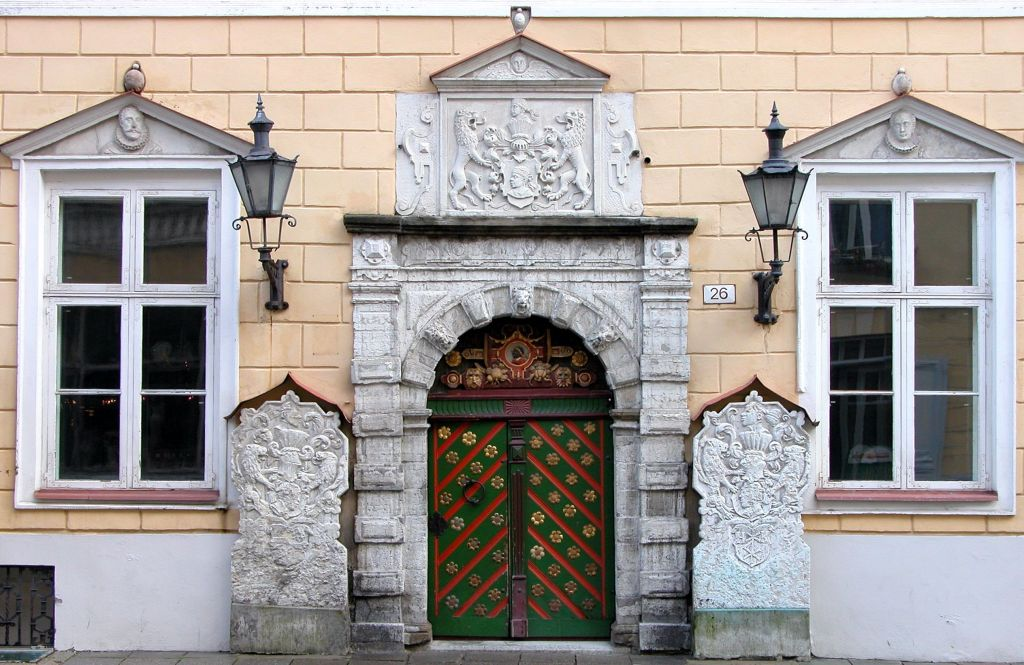
Eingang zum Schwarzhäupterhaus in Tallinn

Einen herausragenden Platz unter den Hansestädten des östlichen Baltikums nahm Reval aufgrund des Stapelrechts ein: Sämtliche vorbeikommende Waren mussten vor den Toren der Stadt gestapelt und zum örtlichen Marktpreis gehandelt werden. Revals Kaufleute verdienten so am erzwungenen Zwischenhandel zwischen Ost und West. Schnell wurde die Stadt zur Festung, mit 35 Türmen bewehrt. Wesentlichen Anteil an der Stadtgeschichte hatte die Bruderschaft der Schwarzhäupter, die in der Langstraße das Schwarzhäupterhaus Reval betrieben. Diese waren auch hier eine Vereinigung von unverheirateten (mehrheitlich auswärtigen) Kaufgesellen, die nach ihrer Verheiratung und Selbständigwerdung als Mitglieder der Großen Gilde in das Patriziat der Stadt aufsteigen konnten. Im Laufe der Zeit wurde es üblich, dass sich der Bruderschaft immer zahlreichere unverheiratete Bürgersöhne der Stadt beigesellten.
Die Mitglieder der Brüderschaft verließen Tallinn in den 1940er Jahren. In Deutschland wurde die Gesellschaft als „Bruderschaft der Schwarzhäupter aus Reval e. V.“ neu gegründet. Sie ist aber auch wieder in Tallinn ansässig (als „Mustpeade Maja“), und zwar wie früher im Schwarzhäupterhaus.
Man weiß, dass es schon sehr früh interessante Beziehungen zwischen den Dominikanern und der Brüderschaft der Schwarzhäupter gab. Den Schwarzhäuptern gehörten wertvolle, aus Brügge und Brüssel bestellte Altäre in der Katharinenkirche. Diese Altäre sind bis heute erhalten geblieben; man hat sie im Museum und Konzertsaal der Nikolaikirche ausgestellt.
Die Revaler Schwarzhäupter können einige bekannte Ehrenmitglieder vorweisen, darunter drei russische Kaiser und zwei schwedische Könige.